# Robert Triffin
Robert baron Triffin (Vloesberg, 5 oktober 1911 – Oostende, 23 februari 1993) was een Belgisch-Amerikaans econoom die vooral bekend is omwille van het Triffindilemma. Ook 'Tintin de la finance' of 'Conseiller des princes' werd hij genoemd. Hij zou de beste Belg zijn ooit in de economie.

## Leven

### Opleiding
Triffin liep school in het Belgische Kainin het college Notre-Dame de la Tombe. Hij maakte beide Wereldoorlogen mee waardoor hij altijd een pacifistische houding op zich nam en zich inzette voor vrede. De Eerste Wereldoorlog maakte enorm wat los bij de jonge Triffin en hij zou zich altijd uitspreken tegen 'Des Boches'. Triffin zou ook de Koude Oorlog meemaken en zich uitspreken tegen de Vietnamoorlog. Hij verhuisde ook richting Franse grens toen hij 7 jaar was, Vieux-Condé. Triffin was de enige uit 12 kinderen die verder mocht studeren, een kans die hij met beide handen greep. Hij ging vervolgens studeren aan de Université catholique de Louvain (UCL). De periode van zijn studies in Leuven werden gekenmerkt door deflatie in België en een instabiel internationaal monetair klimaat. Dit was iets dat Triffin nooit zou loslaten. Het was in contrast met zijn leven in de jaren 1920 toen de wereld en België gekenmerkt werden door steeds meer inflatie en een groter schuldratio.
Te Leuven zou hij de journalistiek ook beginnen beoefenen bij 'L'Avant - Garde' een links blad. Zijn tijd aan de universiteit opende de ogen van de jonge Triffin: hij zou zijn eerste jaren wijden aan politieke en diplomatieke wetenschappen, om vervolgens over te gaan naar het Instituut voor Politieke Economie. Te Leuven zou hij ook in contact komen met sympathieke Degrelle. Tijdens zijn studies zou hij zich aangetrokken voelen tot de politiek van Hendrik De Man. Hij zou zich voorgoed afzetten tegen het fascisme en het rexisme van Degrelle. Hij twijfelde tussen enerzijds sociaal dirigisme en anderzijds liberalisme.
Bij het Instituut zou hij les krijgen van de jonge Paul van Zeeland en hij zou sindsdien kleine stapjes zetten richting de politiek. Triffin zou op deze manier kennis maken met Robert Schuman. Hoogleraar Dupriez zou hem bijbrengen in het Walrasiaanse paradigma: Dupriez verfoeide het nieuwe keynesiaanse denken, de econometrie en het modelmatige denken, evenals de nationale rekeningen. Dupriez werkte ook voor de Nationale Bank. Daar zou hij volop te maken krijgen met het stabiliseren van de Belgische frank tussen 1926-1931. Triffin zou in een artikel ' la théorie de la surévaluation monétaire et la dévaluation belge' de beslissing verdedigen om de Belgische frank met 28% te devalueren.
Hij zou in dat artikel tevens Cassel bekritiseren. Cassel vergat de prijzenstructuur te beschrijven in een land: kosten en prijzen verschillen van land tot land. Cassel hield ook geen rekening met landen en regio's die niet in evenwicht waren zoals met een oplopende werkloosheid of een contractie in de productie. De Europese Betalingsunie zou zijn geboorte kennen door zijn werken aan het Instituut. Hij zou strijden voor multilateralisme en dat zou ook terugkomen in zijn werken over de dollar als over Bretton Woods.
In 1935 trok hij naar de Amerikaanse Harvard-universiteit waar hij in 1938 de graad van Ph.D in de economie behaalde. Te Harvard zou hij onder de hoede komen van Joseph Schumpeter. In de USA zou hij zich verder afzetten tegen totalitaire regimes. Triffin zou er de Amerikaanse identiteit voor krijgen en hij zou er trouwen met Louis Brandt, een Amerikaanse uit New York. Zijn doctoraatsthesis zou hij doen onder leiding van Joan Robinson: over de competitie en over het monopolie. Dit zijn twee tegengestelde polen. Hij komt uit op een nieuw paradigma: gedeeltelijk evenwicht in een Walrasiaans en Paretoaans evenwichtsdenken. Door devaluatie en deflatie zijn exporten op wereldschaal inelastisch. Daarom moeten er voldoende liquiditeiten in omloop zijn. Interdependentie werd daardoor iets nieuws in de economische wetenschappen. Vandaag zou zijn thesis heten: monopolistische concurrentie of onvolledige concurrentie. En hij zou zich afzetten tegen het Marshalliaans denken in de economie. Van Walras zou hij marginalistisch denken halen en van Pareto, de relativiteit van grondstoffen. Zijn thesis zou hij voorleggen bij Schumpeter, Leontief en Chamberlin.

### Carrière
Hij gaf les aan de Harvard-universiteit tussen 1939 en 1942. In dat jaar werd hij hoofd van de afdeling Latijns-Amerika van het Federal Reserve, de Amerikaanse centrale bank onder leiding van Alvin Hansen. Hij streed tegen het fascisme dat zich had genesteld in Latijns - Amerika maar niet als soldaat maar als technocraat. Hij zou ook meedenken met de plannen van Keynes en White over Bretton Woods. Ook hier zou hij strijden voor multilateralisme en voor regionalisme, iets dat hij altijd zou doen. Hij vertrok op missie richting Paraguay en hij zou zich inschakelen in de dollar diplomatie. Na de Tweede Wereldoorlog zou hij ook een missie doen naar Europa, voor de heropbouw. Daar zou hij kennismaken met Jean Monnet. In een artikel voor de Fed (1937) sprak hij zich uit voor beheersd geld: het monetair steespel van het interbellum vergat hij nooit meer. Nationale objectieven convergeerden niet noodzakelijk met een macro-economisch evenwicht. Hij verwierp ook de goudstandaard maar ook een vrije koers. De invloed van de Britse economie en de Bank van Engeland wogen te veel op het goud-pond koerspariteit.
Later nam hij nog hoge functies op bij het Internationaal Monetair Fonds (IMF). Daar zou hij voorstellen doen ter multilateralisering van betalingen en hij zou de ideeën van Keynes blijven verdedigen. Het probleem bevond zich rond Engeland en de USA. In het IMF zou hij deel worden van de Bellagio -groep. Daarin zou hij voornamelijk Italië verdedigen. Hij zou altijd de multilateralisering van betalingen verdedigen, een restant van de ideeën van Keynes. Hij zou ook deelnemen aan het Marshall Plan en het ECA (Economic Cooperation Administration).
Hij zou ook werken bij de Organisatie voor Economische Samenwerking en Ontwikkeling (OESO), de ECA was daar een voorloper van. De ECA zou plannen maken richting de Europese Betalingsunie (EBU), een constructie voor de Europeanen uit Washington zodat de Europeanen zouden stoppen met oorlog voeren. IMF gouverneur Per Jacobsson was voor. Het voornaamste was het idee van 'clearing' in de EBU en het voorstel tot één Europese munt met als voorbeeld de sterlingzone. In Amerika werd Triffin een New Dealer.
In 1951 werd hij hoogleraar aan de Yale-universiteit. Hij zou sindsdien ook iets doen voor het Amerikaanse bedrijfsleven als consulent. Te Yale werd hij binnengehaald als graduate assistant te Berkely College.
Na zijn emeritaat in 1977 trok hij ondanks zijn Amerikaans staatsburgerschap terug naar België waar hij aan de UCL nog enkele jaren gastcolleges verzorgde. Hij was een groot voorstander van de Europese Unie en hielp mee met de ontwikkeling en de opzet van het Europees Monetair Stelsel. Hij zag grote voordelen in het opzetten van een centrale bank, de latere Europese Centrale Bank.

## Triffindilemma
In 1959 en 1960 ontwikkelde Robert Triffin het Triffindilemma,in 'Gold and the Crisis of the Dollar' een document waarin hij de onvolkomenheden van het systeem van Bretton Woods beschrijft. Monetair reserves staan daarin centraal voornamelijk tussen de Eerste Wereldoorlog en de Grote Depressie. Internationale liquiditeiten zijn volgens hem nodig om transacties en reserves op te bouwen. En om iets te doen aan deficiten op de betalingsbalans. De jaren 1930 hadden enorme invloed op zijn denken, voor hem kon een deficit leiden tot deflatie, devaluatie of beperkingen op de wisselkoers. Dit zijn zaken die een land wil vermijden. Global Imbalances lagen daar van aan de oorsprong en dat recurrent sinds de Eerste Wereldoorlog.De devaluatie van het pond in 1931 was daarbij in zijn geheugen gegrift. Triffin wilde aan nationale objectieven een internationale oplossing koppelen. Internationale liquiditeiten moesten kortetermijn deficiten oplossen.
Het Bretton Woodssysteem was een door 44 landen ondertekend verdrag, waarin zij afspraken hun munt te koppelen aan de Amerikaanse dollar die op haar beurt weer gekoppeld werd aan de koers van het goud.Triffin beschreef in zijn Triffindilemma dat de dollarbalansen steeds groter werden om aan internationale liquiditeiten te voorzien. Hiermee trad er spanning op om het te laten omzetten in goud: de goudreserves minderden waardoor een fout optrad in het systeem: het vertrouwen in de goud-dollar-standaard vloeide weg. Het werk beschrijft de evolutie verder van het internationaal monetair systeem tussen 1944-1958. Triffin stelde iets voor ter vervanging van de dollar. Hij wilde de dollar onttronen. In de jaren 1960 zou de 'dollar gap' veranderen in een 'dollar glut' waardoor Triffin gelijk zou krijgen: deflatie veranderde in hyperinflatie en dat wereldwijd.
Triffin kreeg het gelijk aan zijn kant. Door de Vietnamoorlog waren er meer dollars in omloop dan de tegenwaarde in goud en verloor de dollar veel vertrouwen. In 1971 stopte president Richard Nixon dan ook de koppeling tussen de dollar en het goud waarmee een einde kwam aan de Bretton Woodsovereenkomst. Jacques Rueff en Milton Friedman waren ook tegen Bretton Woods. Rueff stelde een terugkeer voor van de goudstandaard terwijl Friedman vlottende wisselkoersen wilde. Bretton Woods II zou ook in duigen vallen op dezelfde manier: exportgeleide groei leidde tot het opbouwen van reserves en tot het installeren van het Triffindilemma. Daardoor zouden Japan en Duitsland regelmatig op de vingers worden getikt met het Plaza en Louvre Akkoord in de jaren 1980. Later zouden de Oost-Aziatische landen voor Bretton Woods II zorgen.

## Triffin en Europa
De grote ambitie van Robert Triffin was het hervormen van het Internationaal Monetair Systeem (IMS) nadat de mankementen van het Bretton Woods Systeem zichtbaar werden. Geld kon gezien worden als een manier om verder economisch te groeien en Triffin zette in op regionale integratie via een gemeenschappelijke munt in Europa. De dollar was daarbij het doelwit en de uitkomst. Via monetaire integratie in Europa wilde Triffin het IMS hervormen. De Europese Betalingsunie (EBU, 1949) was een eerste stap daartoe waarbij Europese betalingen multilateraal zouden verlopen. De EBU fungeerde als plaats voor internationale en Europese reserves en om de plaats van Europa terug te winnen in international finance met gegeerde financiële markten. De bedoeling ervan was de dollarbetalingen te bannen en bilateralisme te vervangen in multilateralisme. Liquiditeiten moesten in omloop worden gebracht.
De Verdragen van Rome bouwden daarop voort. De visie van Triffin was daarbij een soort monetair federalisme voor Europa. Met de start van de EEG werd Triffin raadgever van de Commissie of de Hoge Autoriteit. De centrale banken waren tegen de voorstellen van Triffin die monetair federalisme wilde communautariseren. Monetair federalisme in het IMS kwam voor Triffin neer op: de 6 van de EEG met een gemeenschappelijke munt, het pond en de dollar, een multipolair IMS zou meer onafhankelijk monetair beleid brengen. Het monetair trilemma is daar van belang. Daarmee volgde hij min of meer president De Gaulle in de jaren 1960. Beiden waren lid van de Bellagio-groep en beiden waren op zoek naar een nieuwe rol voor het goud in het IMS. Frankrijk wilde een terugkeer van de goudstandaard, Triffin stelde een Europees Monetair Fonds voor in de plaats van een goudstandaard. Daarmee kwam hij terug op de ideeën van Keynes maar dan regionaal. Een eengemaakte munt was toen nog onmogelijk en dat vond Triffin ook. Een gemeenschappelijke rekening voor de 6 was daar een eerste stap toe. De rekening was voor de landen, maar de banken en bedrijven konden daarvan ook gebruik maken.
Het idee was het dilemma af te nemen van de USA: bij een restrictief beleid in de USA zou deflatie veroorzaken in de wereld door de status van de dollar, door een val van de dollar en door een val van het pond. Daardoor zou het multilateralisme stilvallen en het economisch nationalisme van de jaren 1930 terugkomen. Als Amerikaan zonder land was hij de ideale man om te schipperen tussen Europa en de USA. Zijn denken zou uitmonden in monetaire blokken: de USA, Latijns-Amerika, Azië en Europa. (van Afrika was geen spoor). Europa moest zo een derde macht worden tussen de USSR en de USA. Zelf stond hij dicht bij De Gaulle, Marjolin en Raymond Barre.
Het is Barré die de kat de bel aan bond op het einde van het Bretton Woods systeem en de ontwaarding van de dollar: een regionaal mechanisme. In 1969 kwam Triffin samen met Willy Brandt met een voorstel: een eengemaakte munt van de zes. Op die manier zou de aanpassingslast die de USA naar andere landen plaatst ongedaan gemaakt worden. Om de eengemaakte munt hard te maken, stelde Triffin voor het stemmengewicht van de EEG in het IMF te versterken. Met het einde van Bretton Woods in 1973 betekende voor Triffin een slechte episode: de vlottende koersen herinnerden hem aan het interbellum met de val van het pond in 1931. Het nationalistisch spook kwam weer op.
Daarop reageerde Triffin met: een wereldwijd plan en een regionaal plan. Mondiaal: een nieuwe standaard (SDR), regels voor aanpassing en regels ter recycling van kredieten. Regionaal: het ERM, de Europese munten moesten vervangen worden door een Europese. De muntslang kwam daaruit met een eenheid, 'de Europa', later de ECU. De muntslang moest voor de nodige stabiliteit zorgen in Europa maar ook in de wereld. De ECU en een wereldlijke munt (SDR) beschouwde hij als parallelle munten met bestaande. Valéry Giscard d'Estaing zou ten slotte de ERM waar maken in 1979 waarbij bedrijven zaken konden doen met elkaar in de parallelle munt. In de debatten van het 'Single Markets Program' mengde hij zich ook: Triffin kwam op de proppen met een parallelle munt, privé gebruik van de ECU, multilaterale swaps met de USA, de creatie van onafhankelijke reserves, en een Europees Muntfonds. Monetair federalisme moest het IMS vernieuwen en decentraliseren, het moest zorgen voor vrede. De Europese integratie begon met de EBU en mondde uit in de ECU.

## Triffin en het Internationaal Monetair Systeem
Triffins hoofdbezigheid, na de creatie van het Europees Monetair Stelsel en de ECU; was het onttronen van de dollar in het Internationaal Monetair Systeem. Vandaar ontstond het Triffindilemma. Via dat dilemma wilde hij de dollar vervangen door iets anders dan goud. De goudstandaard van de Pax Britannica kon niet meer worden verdedigd evenals de dollar. Daarom stelde hij via het Triffin Plan voor om van het IMF een soort Wereld Centrale Bank te maken met als mandaat een 'lender-of-last-resort' op wereldschaal. Hij vertrok van het oude idee van Keynes: de bancor, een supranationale munteenheid, gebruikt door de landen in het IMF. Met zijn plan kwam hij met Speciale Trekkingsrechten (STR) of een rekenmunt gebaseerd op de trekkingsrechten in het IMF. In het IMF lenen landen aan elkaar via quota die op hun beurt trekkingen met zich meebrengen. De STR werd een mandje met het gewogen gemiddelde van de verschillende sleutelreservemunten.
In Our International Monetary System: Yesterday, Today, And Tomorrow, analyseerde Triffin het huidige IMS waarbij de dollar ervoor zorgde dat massaal reserves werden opgeslagen door crediteuren: de dollar shortage werd een dollar glut. Hij refereerde daarbij aan de val van het pond in 1931 waarbij het IMS ineenstortte. Bij publicatie in 1968 voorzag hij iets dergelijks: de dollar-goudstandaard moest worden vervangen in een aparte en onafhankelijke munt. Hij kwam op de proppen met de STR en met een multipolair IMS waarbij kleinere munten zweefden rond de dollar, de EBU (de Duitse mark) en een Aziatische munt. De vraag was voldoende liquiditeiten in omloop te brengen maar niet in de vorm van een nationale munt, het Triffindilemma daarmee te omzeilen. Ook goud kwam daarbij ter sprake maar Triffin herinnerde aan de val van het pond in 1931 dat gekoppeld was aan goud. Triffin raakte in Our International Monetary System: Yesterday, Today, And Tomorrow onder de invloed van het monetarisme van Friedman. Het oorspronkelijke idee kwam van de Fransen die het 'exorbitant privilege' van de Amerikanen wegwilden. De Fransen kwamen met een CRU of Fondseenheid in het IMF om de wereld meer liquiditeiten te verschaffen. De Belgen bij monde van gouverneur Ansiaux kwam met een wijziging van de IMF Artikelen. De UNCTAD en de G10 steunden het voorstel naar de CRU en het wijzigen van het statuut van het IMF. Ook opperde Triffin voor een devaluatie van de dollar.

## Werken
- Monopolistic Competition and General Equilibrium Theory, 1938.
- "National central banking and the international economy", 1937, Board of Governors, Federal Reserve System.
- Europe and the Money Muddle, 1957.
- Gold and the Dollar Crisis: The future of convertibility, 1960.
- Statistics of Sources and Uses of Finance, 1948-1958, with Stuvel et al., 1960.
- "Intégration économique européenne et politique monetaire", 1960, Revue Econ Politique
- The Evolution of the International Monetary System: historical appraisal and future perspectives, 1964.
- The World Money Maze: National currencies in international payments, 1966.
- Our International Monetary System: Yesterday, today and tomorrow, 1968.
- "The Thrust of History in International Monetary Reform", 1969, Foreign Affairs
- "The Use of SDR Finance for Collectively Agreed Purposes", BNLQR
- "The international role and fate of the dollar", 1978, Foreign Affairs
- "The European Monetary System: Tombstone or cornerstone?", in: The international monetary system: forty years after Bretton Woods. Proceedings of a conference held at Bretton Woods, N.H., May 1984, 1984
- "The future of the European Monetary System and the ECU", 1984, CEPS Papers
- " The international accounts of the United States and their impact upon the rest of the world", 1985, BNLQR
- "Une Banque Monétaire Européenne avec des fonctions de banque centrale, 1986, Répères, Bulletin Économique et Financier
- "L’avenir du système monétaire et financier international : gestion de crises chroniques ou réformes fondamentales?, 1986, Répères, Bulletin Économique et Financier
- "The IMS (International Monetary System... or Scandal?) and the EMS (European Monetary System)", 1987, BNLQR
- "The European Monetary System in the World Economy", 1989, Rivista di politica economica"
- "L’interdépendance du politique et de l’économique dans le scandale monétaire mondial : diagnostic et prescription", 1989, Répères, Bulletin Économique et Financier
- "The International Monetary System : 1949-1989", 1990, ECU Newsletter Torino.

- Bibliothèque nationale de France: cb12036147f (data)
- CiNii: DA00961775
- Gemeinsame Normdatei: 119026198
- International Standard Name Identifier: 0000 0001 1079 7779
- Library of Congress Control Number: n79023285
- Nationale Bibliotheek van Letland: 000004504
- Mathematics Genealogy Project: 210770
- Nationale Bibliotheek van Israël: 987007276689005171
- Nederlandse Thesaurus van Auteursnamen: 067936334
- Istituto Centrale per il Catalogo Unico: RAVV016887
- SNAC: w6b71s8t
- Système universitaire de documentation: 028547454
- Virtual International Authority File: 102376887
- WorldCat: E39PBJw4xBgRKGxhMPcyrRPRKd